# Zombie Attack
Zombie Attack (Ataque Zombie) es el primer álbum de estudio del grupo de Thrash metal Tankard. Producido por Harris Johns en los estudios Musiclab  de Berlín en junio de 1986. fue relanzado en un set con otro álbum de Tankard, Chemical Invasion en 2005.

## Lista de canciones
1. "Zombie Attack" - 3:51
2. "Acid Death" - 4:16
3. "Mercenary" - 3:27
4. "Maniac Forces" - 5:09
5. "Alcohol" - 2:09
6. "(Empty) Tankard" - 4:46
7. "Thrash 'Till Death" - 2:32
8. "Chains" - 3:38
9. "Poison" - 4:00
10. "Screamin' Victims" - 3:03

## Créditos
- Andreas "Gerre" Geremia - Voz
- Frank Thorwarth - Bajo
- Axel Katzmann - Guitarra
- Andy Bulgaropulos - Guitarra
- Oliver "O.W." Werner - Batería